# A Night at the Opera (álbum de Blind Guardian)
A Night at the Opera es el séptimo álbum del grupo alemán de power metal Blind Guardian, lanzado en 2002. Fue grabado con el productor Charlie Bauerfeind y es su disco más barroco y experimental hasta el momento, dividiendo a los aficionados de la banda entre los que preferían los sonidos más clásicos y los que gustan de su complejidad. Aunque difícil de llevar al directo, destacan las canciones Battlefield, The Soulforged, Punishment Divine y su sencillo de 14 minutos And then There Was Silence.

## Formación
- Hansi Kürsch: Voz y coros
- André Olbrich: Guitarra y coros
- Marcus Siepen: Guitarra y coros
- Thomas Stauch: Batería

## Músicos invitados
- Oliver Holzwarth: Bajo
- Mathias Weisner: Teclados
- Michael Schüren: Piano
- Adrián Barilari: Voz (La Cosecha del dolor)
- Pad Bender, Boris Schmidt, Sascha Pierro: Teclado y efectos de sonido
- Rolf Köhler, Thomas Hackmann, Olaf Senkbeil, Billy King: Coros

## Listado de canciones
Todas las letras escritas por Hansi Kürsch y todas las canciones compuestas por André Olbrich y Kürsch excepto las bonus por Marcus Siepen, Thomas Stauch y Kürsch.
| N.º | Título                                                                | Duración |  |
| 1.  | «Precious Jerusalem»                                                  | 6:21     |  |
| 2.  | «Battlefield»                                                         | 5:37     |  |
| 3.  | «Under the ice»                                                       | 5:44     |  |
| 4.  | «Sadly Sings Destiny»                                                 | 6:04     |  |
| 5.  | «The Maiden and the Minstrel Knight»                                  | 5:30     |  |
| 6.  | «Wait for an Answer»                                                  | 6:30     |  |
| 7.  | «The Soulforged»                                                      | 5:18     |  |
| 8.  | «Age of False Innocence»                                              | 6:05     |  |
| 9.  | «Punishment Divine»                                                   | 5:45     |  |
| 10. | «And then there was Silence»                                          | 14:05    |  |
| 11. | «Harvest of Sorrow (Versión acústica) (bonus de la edición japonesa)» | 3:39     |  |
| 12. | «Mies del Dolor (bonus de las ediciones española y estadounidense)»   | 3:39     |  |
| 13. | «La Cosecha del Dolor (bonus de la edición argentina)»                | 3:39     |  |
| 14. | «Frutto del Buio (bonus de la edición italiana)»                      | 3:39     |  |
| 15. | «Moisson de Peine (bonus de la edición francesa)»                     | 3:39     |  |